# OK!
《OK!》是一本英国杂志，主要报道名人采访、新闻和时尚等，于1993年创刊，现隶属于英国出版商影响领域公司。该杂志还在全球20多个国家或地区出版，中国大陆版本名为《OK!精彩》。

## 历史
1993年，英国Northern & Shell公司创刊《OK!》杂志。该杂志风格参照创刊于1988年的《Hello!》杂志，两本杂志之后长期处于竞争状态。《Hello!》更偏向报道王室和贵族名人新闻，而《OK!》则侧重于演艺界名人新闻。
《OK!》经常以高价购买名人的独家消息。1997年，它以130万英镑从迈克尔·杰克逊处购得对其长子和第二任妻子的独家报道权和照片。其不惜重金的做法之后还引发和《Hello!》杂志的竞拍价格战。2002年，伊莉莎白·赫莉主动向两刊兜售她新生儿的照片，《OK!》和《Hello!》杂志接受不了其150万英镑的要价，首次联手抵制高价。
2005年，《OK!》美国版创刊，随即效仿英国原版策略，砸下大笔资金竞拍名人新闻。2006年，该杂志以高价买断安吉丽娜·朱莉与布拉德·皮特的首个亲生女儿希洛的第一张照片；2007年底又以高价购得布蘭妮·斯皮爾斯时年16年妹妹潔美·琳·斯皮爾斯怀孕3个月的消息，消息人士透露这笔消息售价100万美元。
2009年，《OK!》以50万美元独家买下迈克尔·杰克逊逝世前送医途中的最后一张照片，并放上杂志封面。
2012年，中国大陆版《OK!精彩》创刊。
2013年上半年，《OK!》在英国发行了31.6万份，销量排英国女性周刊第6名。
2018年，其母公司Northern & Shell被三一镜报（后更名影响领域公司）收购。